# Hampsonodes mastoides
Hampsonodes mastoides là một loài bướm đêm trong họ Noctuidae.